# Bannwald Konventwald
Der Bannwald Konventwald ist ein vom Regierungspräsidium Freiburg am 11. Dezember 1975 durch Verordnung ausgewiesenes Naturschutzgebiet auf dem Gebiet der Gemeinde Stegen in Baden-Württemberg.

## Lage und Beschreibung
Das Schutzgebiet liegt im Hochschwarzwald am Südosthang des Flaunser etwa zweieinhalb Kilometer südöstlich der Ortschaft Glottertal. Es ist nahezu deckungsgleich mit dem 15,3 Hektar großen Bannwaldgebiet Conventwald, das nach § 32 des Landeswaldgesetzes Baden-Württemberg geschützt ist. Der Wald gehörte früher zum Konvent St. Peter. Das Gebiet ist vollständig bewaldet, es umfasst Hanglagen zwischen 700 und 860 m NN. Die sandig-lehmigen Böden sind stark humos und gehören zu den nährstoffreichsten im Kristallin-Schwarzwald. Das gesamte Gebiet ist bestockt mit montanem, ca. 160 Jahre altem Buchen-Tannenwald in verschiedenen ökologischen Ausbildungen. Die raren Sonnenplätze unter dem ansonsten geschlossenen Laubdach nutzt der Wald-Schwingel. Am Unterhang wächst die Stechpalme, die an ein atlantisch getöntes Klima gebunden ist. Die Bodenvegetation am schattseitigen Osthang wird vom Springkraut, dem Hexenkraut und verschiedenen Farnarten gebildet. In der Hangrinne im Ostteil des Gebietes hat sich beweglicher Gesteinsschutt angesammelt. Je feuchter die Rinne in ihrem unteren Teil wird, umso stärker ist der Ahorn in der Baumschicht vertreten. In der Bodenschicht wachsen Pendelsegge, das Gegenblättrige Milzkraut und der Wald-Ziest.